# Jan Sedlák (politik)
Jan Sedlák (21. listopadu 1849 Ostřetice – 15. května 1921 Praha-Podolí) byl rakouský a český politik, v 2. polovině 19. století poslanec Českého zemského sněmu, počátkem 20. století poslanec Říšské rady.

## Biografie
Vystudoval gymnázium v Klatovech. V tomto městě později působil jako koncipient v advokátní kanceláři. Delší dobu pak vedl rodinný statek po rodičích. Později působil v Praze a okolí. Byl náměstkem starosty Karlína.
Podílel se na přípravě Jubilejní zemské výstavy v Praze roku 1891 jako její jednatel. Po několik let byl komerčním ředitelem Křižíkových závodů v Karlíně.
V 80. letech 19. století se zapojil i do zemské politiky. Ve volbách v roce 1883 byl zvolen v kurii venkovských obcí (volební obvod Klatovy – Plánice) do Českého zemského sněmu. Mandát zde obhájil ve volbách v roce 1889, za staročeskou stranu. Byl přísedícím zemského výboru. Od roku 1889 byl tajemníkem Českého klubu (poslanecký klub sdružující české poslance) a působil rovněž jako člen výkonného výboru staročeské strany.
Později zasedal také v Říšské radě (celostátní zákonodárný sbor), kam byl zvolen ve volbách do Říšské rady roku 1911 za obvod Čechy 68. Nyní usedl do poslaneckého Klubu českých agrárníků, který tvořila Českoslovanská strana agrární. Jako agrární poslanec se zaměřoval na otázky zemědělského života. Podílel se na vzniku Ústřední jednoty hospodářských společenstev. Byl autorem několika politických a zemědělských spisů.
Po rozpuštění Českého zemského sněmu krátce před první světovou válkou zastával také post náměstka předsedy zemské správní komise, která provizorně řídila chod zemských orgánů.
Zemřel v květnu 1921 po delší vážné nemoci v sanatoriu v Podolí u Prahy.